# Prokszyna (stacja kolejowa)
Prokszyna (biał. Прокшына, ros. Прокшино) – stacja kolejowa w pobliżu miejscowości Prokszyna, w rejonie orszańskim, w obwodzie witebskim, na Białorusi. Leży na linii Orsza - Mohylew.